# グスタフ3世のクーデター

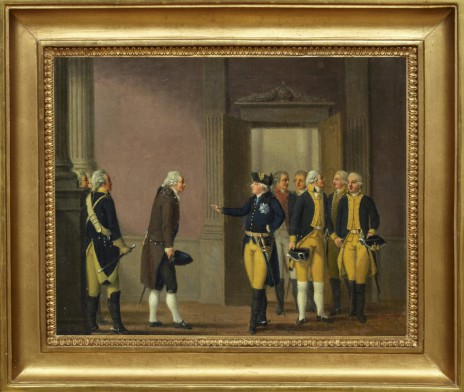
クーデターを率いるグスタフ3世

グスタフ3世のクーデターまたは1772年革命 (英: Coup of Gustav III、Revolution of 1772、典: Gustav III:s statskupp、Gustav III:s statsvälvning) はスウェーデン王グスタフ3世が1772年8月19日に起こしたクーデター。貴族が実権を握る身分制議会からその影響を一掃し、1772年憲法を制定して絶対王政を確立した。
これにより大北方戦争中の1718年にカール12世が没して以来続いていた自由の時代は終焉を迎えた。
このクーデターは、貴族支配に倦んでいた農民やブルジョワなどの王党派の支持があったことから無血での権力奪取に成功し、王都ストックホルムの市民からも歓迎された。
その後、グスタフ3世は絶対王政を指向したが、彼自身は母后ロヴィーサ・ウルリカの影響もあって啓蒙思想を持ち合わせており、身分制議会を尊重しつつ内政改革にも取り組んだことから、啓蒙専制君主とされることもある。